# Người sắt (phim 1981)
Người sắt (tiếng Ba Lan: Człowiek z żelaza, tiếng Anh: Man of Iron) là một phim của Ba Lan sản xuất năm 1981, do Andrzej Wajda đạo diễn.
Phim mô tả phong trào lao động Công đoàn Đoàn Kết và thành công đầu tiên của công đoàn trong việc thuyết phục chính phủ cộng sản Ba Lan nhìn nhận quyền lập công đoàn độc lập của người lao động.
Phim này là phần tiếp tục của truyện về Maciej Tomczyk, vai chính trong phim Man of Marble (Người cẩm thạch) trước kia của đạo diễn Wajda. Trong phim "Người sắt", Maciej là một công nhân trẻ tham gia phong trào lao động chống Cộng sản, được mô tả như "người khởi động cuộc đình công ở xưởng đóng tàu Gdańsk", và Winkel, một nhà báo làm việc cho đài phát thanh của chế độ cộng sản, được giao nhiệm vụ vu khống, bôi nhọ Maciej. Winkel sau đó đã nhận thức rõ việc làm của Maciej và đã theo phong trào đấu tranh này. Chàng công nhân trẻ Maciej rõ ràng được dùng để ám chỉ Lech Wałęsa (người đã đích thân xuất hiện trên phim này).
Phim Người sắt được làm trong thời gian ngắn bãi bỏ tình trạng kiểm duyệt, giữa khi hình thành Công đoàn Đoàn Kết trong tháng 8 năm 1980 tới khi có tình trạng thiết quân luật vào tháng 12 năm 1981, và là một phim chỉ trích chế độ cộng sản đáng lưu ý.
Phim này đã đoạt giải Cành cọ vàng cùng giải của Ban giám khảo Đại kết tại Liên hoan phim Cannes 1981, và được đề cử cho giải Oscar cho phim ngoại ngữ hay nhất 1981.

## Nội dung
Nhà hoạt động Maciek Tomczyk, con trai của anh hùng Mateusz Birkut trong Man of Marble, đang lãnh đạo một cuộc đình công ở xưởng đóng tàu ở Gdańsk chống lại chính quyền Cộng sản. Một nhà báo đài phát thanh tên Winkel được phó chủ tịch Ủy ban Phát thanh ra lệnh điều tra Tomczyk và tìm ra những thông tin có hại về anh ta.  Winkel được gửi đến Gdańsk, nơi anh bị chính quyền theo dõi.
Những người đình công từ chối cho Winkel vào xưởng đóng tàu, nhưng anh gặp một người bạn, Dzidek. Dzidek biết Tomczyk ở trường đại học và sau đó kể lại việc cha của Tomczyk, Mateusz Birkut, không cho phép con trai mình tham gia các cuộc biểu tình của sinh viên vào tháng 3 năm 1968. Từ một nguồn khác, Tomczyk biết rằng chính Birkut đã chết trong các cuộc biểu tình vào tháng 12 năm 1970. Winkel ngày càng trở nên quan trọng hơn. Thông cảm với nguyên nhân của những người đình công, nhưng vẫn tiếp tục cuộc điều tra dưới áp lực của chính quyền.
Sau cái chết của cha mình, Tomczyk đã kết hôn với Agnieszka, người mà anh đã gặp khi đang làm một bộ phim tài liệu về sự nghiệp của Birkut với tư cách là một anh hùng công nhân Stakhanovite được công chúng biết đến. Winkel đến thăm Agnes, người hiện đang bị cảnh sát giam giữ vì ủng hộ cuộc đình công. Agnes mô tả mối tình lãng mạn và cuộc hôn nhân của cô với Tomczyk cũng như cuộc đấu tranh của họ vì quyền lợi của người lao động.
Mặc dù bị cảnh sát mật tống tiền vì một vụ tai nạn lái xe khi say rượu trong quá khứ, Winkel cuối cùng vẫn từ chối hoàn thành nhiệm vụ của mình và sau đó từ chức. Anh được nhận vào xưởng đóng tàu, nơi anh ta tham gia cùng những người đình công. Một phái đoàn chính phủ đạt được thỏa thuận với Lech Wałęsa và những người đình công khác, và Agnes đoàn tụ trong nước mắt với Tomczyk trong buổi thông báo. Một quan chức chính phủ cảnh báo rằng thỏa thuận "chỉ là một mảnh giấy", nhưng Tomczyk nói với đài tưởng niệm cha anh rằng những người đình công đã "vượt qua giai đoạn tồi tệ nhất."

## Các vai diễn
- Jerzy Radziwilowicz - Maciej Tomczyk / Mateusz Birkut
- Krystyna Janda - Agnieszka
- Marian Opania - Winkel
- Irena Byrska - Matka Hulrwicz
- Wieslawa Kosmalska - Wieslawa Hulewicz
- Boguslaw Linda - Dzidek
- Franciszek Trzeciak - Badecki
- Janusz Gajos - Z-Ca Szefa
- Andrzej Seweryn - Kapt. Wirski
- Marek Kondrat - Grzenda
- Jan Tesarz - Szef
- Jerzy Trela - Antoniak
- Krzysztof Janczar - Kryska
- Krystyna Zachwatowicz - Hanka Tomczyk (as Krystyna Zachwatowicz-Wajda)
- Boguslaw Sobczuk - Redaktor TV

Phim có sự đích thân tham gia của Lech Wałęsa và Anna Walentynowicz trong các vai của họ.